# Дискографія Pearl Jam
Дискографія американського рок-гурту Pearl Jam складається з дванадцяти студійних альбомів, а також концертних альбомів, збірок, DVD і численних офіційних бутлегів.
Гурт Pearl Jam створили 1990 року в Сіетлі бас-гітарист Джеф Амент, гітарист Стоун Госсард та гітарист Майк Маккріді, які разом записали декілька власних інструментальних композицій. Потім до них приєднався барабанщик Дейв Крузен, а також вокаліст Едді Веддер, який став автором текстів пісень. 1991 року гурт підписав контракт з Epic Records, а через кілька місяців після завершення запису першого студійного альбому до них приєднався барабанщик Дейв Абруццезе. Дебютна платівка Pearl Jam під назвою Ten стала одним з найпродаваніших альбомів альтернативного року 90-х років. Після насичених гастролей гурт почав записувати свій другий студійний альбом Vs., який зрештою встановив рекорд за кількістю проданих копій за перший тиждень, провівши загалом п'ять тижнів на вершині чарту Billboard 200. Обтяжені великим тиском через успіх, Pearl Jam вирішили зменшити рекламування своїх альбомів, у тому числі відмовившись від випуску музичних кліпів. 1994 року гурт випустив свою третю студійну платівку Vitalogy, яка стала третім поспіль альбомом групи, що досяг мультиплатинового статусу.
1994 року з гурту пішов Абруццезе, якого змінив барабанщик Red Hot Chili Peppers Джек Айронс. В цьому складі Pearl Jam випустили альбоми No Code (1996) та Yield (1998). Після виходу Yield знову змінився барабанщик, цього разу ним став учасник Soundgarden Метт Кемерон, який брав участь в перших демозаписах групи. 2000 року гурт випустив свій шостий студійний альбом Binaural та започаткував серію «офіційних бутлегів» із записами власних виступів. Загалом Pearl Jam випустили сімдесят два таких концертних альбоми у 2000 та 2001 роках, завдяки чому встановили рекорд за кількістю альбомів, що одночасно потрапили до хіт-параду.
2002 року вийшов сьомий студійний альбом Riot Act, який став для гурту останнім на лейблі Epic Records. 2006 року Pearl Jam підписали угоду з J Records, а за два роки випустили однойменний альбом. Починаючи з дев'ятого студійного альбому Backspacer (2009) гурт видає платівки на власному лейблі Monkeywrench Records. 2013 року Pearl Jam випустили десятий студійний альбом Lightning Bolt. Одинадцятий студійний альбом гурту Gigaton вийшов 2020 року, а дванадцятий Dark Matter — 2024 року. 
З моменту створення колективу було продано 32 мільйони копій їхніх альбомів у США, включно зі всіма офіційними бутлегами, і понад 100 мільйонів копій в усьому світі.

## Хронологія Pearl Jam

### Альбоми та сингли
| 1990-ті 1991 Ten сингли «Alive», «Even Flow», «Jeremy», «Oceans» 1993 Vs. сингли «Go», «Daughter», «Animal», «Dissident» 1994 Vitalogy сингли «Spin the Black Circle / Tremor Christ», «Not for You», «Immortality» 1996 No Code сингли «Who You Are», «Hail, Hail», «Off He Goes» 1998 Yield сингли «Given to Fly», «Wishlist» 1998 Single Video Theory відео 1998 Live on Two Legs наживо 2000-ні 2000 Binaural сингли «Nothing as It Seems», «Light Years» 2001 Touring Band 2000 відео 2002 Riot Act сингли «I Am Mine», «Save You», «Love Boat Captain» 2003 Live at the Showbox відео 2003 Live at the Garden відео 2003 Lost Dogs збірка 2004 Rearviewmirror (Greatest Hits 1991–2003) збірка 2004 Live at Benaroya Hall наживо 2006 Pearl Jam сингли «World Wide Suicide», «Life Wasted», «Gone» 2006 Live at Easy Street наживо 2007 Live at the Gorge 05/06 наживо 2007 Immagine in Cornice відео 2009 Backspacer сингли «The Fixer», «Just Breathe / Got Some», «Amongst the Waves» | 2010-ті 2011 Live on Ten Legs наживо 2011 Pearl Jam Twenty відео 2013 Lightning Bolt сингли «Mind Your Manners», «Sirens», «Lightning Bolt» 2017 Let's Play Two наживо, відео 2019 MTV Unplugged наживо 2020-ті 2020 Gigaton сингли «Dance of the Clairvoyants», «Superblood Wolfmoon», «Quick Escape», «Retrograde» 2023 Give Way наживо 2024 Dark Matter сингли «Dark Matter», «Running», «Wreckage», «Waiting for Stevie» |

### Участь в збірках
| 1990-ті 1992 «Одинаки» саундтрек пісні «Breath», «State Of Love And Trust» 1993 Sweet Relief: A Benefit for Victoria Willliams пісня «Crazy Mary» 1993 «Ніч страшного суду» саундтрек пісня «Real Thing» разом з Cypress Hill 1995 «Щоденник баскетболіста» саундтрек пісня «Catholic Boy» разом з Джимом Керроллом 1996 Home Alive пісня «Leaving Here» 1996 MOM: Music for Our Mother Ocean пісня «Gremmie Out Of Control» 1996 «Хайп!» саундтрек пісня «Not For You (Live On Radio)» 1997 Tibetan Freedom Concert пісня «Yellow Ledbetter» 1997 The Bridge School Concerts, Vol. 1 пісня «Nothingman» 1998 «Пекельне таксі» саундтрек пісня «Who You Are», «Hard to Imagine» 1999 No Boundaries: A Benefit For The Kosovar Refugees пісня «Last Kiss», «Soldier of Love» 1999 MOM 3: Music For Our Mother Ocean пісня «The Whale Song» 2000-ні 2003 «Велика риба» саундтрек пісня «Man Of The Hour» 2004 For the Lady пісня «Better Man (Live)» 2004 «Фаренгейт 9/11» саундтрек пісня «Masters Of War (Live)» 2004 «Верхи на велетнях» саундтрек пісня «Go» 2007 «Спорожніле місто» саундтрек пісня «Love, Reign O'er Me» 2007 «Тримай хвилю!» саундтрек пісня «Big Wave» 2007 «Тепер я йду у дику далечінь» саундтрек пісня «Into The Wild» 2007 «Тіло війни» саундтрек пісня «Masters Of War (Live)», також разом з Едді Веддером та Беном Харпером виконали «No More (Live)» | 2010-ті 2010 My City of Ruins / My Father's House пісня «My City of Ruins» 2010 «Їсти молитися кохати» саундтрек пісня «Better Days» (за участю Едді Веддера), «The Long Road» (за участю Нусрата Фатех Алі Хана) 2011 The Bridge School Concerts: 25th Anniversary Edition пісня «Better Man» 2012 Golden State пісня «Golden State (Live)» (разом з Наталі Мейнс) 2012 «Світом править товстий хлопчик» саундтрек пісня «Disconnect» та «Sock Hop» (разом з The Tectonics) 2012 «Захід Мемфіса» саундтрек пісня «Satellite» 2013 «Безкоштовний проїзд» саундтрек пісня «Free Ride» (разом з Бренді Карлайл) 2015 Sonic Evolution пісні гуртів Mad Season та Temple of the Dog 2015 I Want You So Hard / I Love You All The Time пісня «I Want You So Hard (Live)» 2016 KEXP Presents: Raw Power кавер-версії пісень Іггі Попа та The Stooges 2017 Cover Stories пісня «Again Today» 2020-ті 2020 Good Music To Avent The Collapse Of American Democracy, Volume 2 пісня «Get It Back» |

### Різдвяні сингли
З 1991 по 2018 роки майже щороку гурт випускав різдвяні сингли для членів фан-клубу Ten Club. Більша частина синглів випускалась на семидюймових платівках; в 1995 та 2001 роках це були подвійні сингли, а 2003 та 2010 року вони виходили на десятидюймовому вінілі.
| 1990-ті 1991 «Let Me Sleep (Christmas Time)» / «Ramblings» 1992 «Sonic Reducer» / «Ramblings Continued» 1993 «Angel» / «Ramblings (Live)» 1995 «History Never Repeats» / «Sonic Reducer (Christmas Single Reprise)» / «Swallow My Pride» (Green River) / «My Way» 1996 «Olympic Platinum» / «Smile» 1997 «Happy When I'm Crying» / «Live for Today» (R.E.M.) 1998 «Soldier of Love» / «Last Kiss» 1999 «Strangest Tribe» / «Drifting» 2000-ні 2000 «Crown Of Thorns» / «Canthelpfallinginloveagain» 2001 «Last Soldier» / «Indifference» / «Gimme Some Truth» / «I Just Want To Have Something To Do» 2002 «Don't Believe In Christmas» / «Sleepless Nights» 2003 «Reach Down» / «I Believe In Miracles» 2004 «Someday At Christmas» / «Bettermen» | 2005 «Little Sister» / «Gone» 2006 «Love, Reign O'er Me» / «Rockin' In The Free World» 2007 «Santa God» / «Jingle Bells» 2008 «Santa Cruz» / «Golden State» 2009 «Turning Mist» / «Hawaii '78» 2010-ті 2010 «No Jeremy» / «Falling Down» 2011 «Better Things» / «Devil Doll» (X) 2012 «All Night» / «In The Moonlight» 2013 «Shattered» (Едді Веддер та Джинн Тріплгорн) / «99 Problems» (разом з Jay-Z) 2014 «Imagine» / «Pendulumorphosis» 2015 «Wishing Well» / «Redemption Song» (Едді Веддер та Бейонсе) 2016 «Alive» / «Around And Around» 2017 «Wildflowers» (Едді Веддер) / «Keep Me In Your Heart» (Едді Веддер) 2018 «Hunted Down» / «Missing» |

### Офіційні бутлеги
На додаток до концертних альбомів та великої кількості живих версій студійних пісень, гурт випускає офіційну серію бутлегів з живими записами після кожного концерту з майже всіх турів починаючи з 2000 року (винятком є тури «Vote for Change 2004» та «2007 European Tour»). До 2008 року група продала понад 3,5 мільйони копій з моменту запуску серії.

## Місця в чартах

### Чарти альбомів

#### Студійні альбоми в чартах
За свою тридцятирічну історію Pearl Jam випустили дванадцять студійних альбомів. П'ять з них — Vs., Vitalogy, No Code, Backspacer та Lightning Bolt — очолювали американський національний хіт-парад Billboard 200. Проте найпродаванішою є їхня дебютна платівка Ten, яка стала мультиплатиновою в США, Австралії, Канаді та Великій Британії.
| 1991                                                                                         | Ten            | Epic         | 2 | 11 | 31 | 20 | 2 | 15 | 10 | 14 | 8 | 3 | 9  | 18 |
| 1993                                                                                         | Vs.            | Epic         | 1 | 1  | 7  | —  | 1 | 8  | 1  | 1  | 1 | 1 | 1  | 2  |
| 1994                                                                                         | Vitalogy       | Epic         | 1 | 1  | 7  | —  | 2 | 8  | 1  | 7  | 7 | 1 | 1  | 4  |
| 1996                                                                                         | No Code        | Epic         | 1 | 1  | 3  | 6  | 1 | 6  | 3  | 5  | 3 | 1 | 1  | 3  |
| 1998                                                                                         | Yield          | Epic         | 2 | 1  | 4  | 3  | 2 | 4  | 4  | 4  | 1 | 1 | 3  | 7  |
| 2000                                                                                         | Binaural       | Epic         | 2 | 1  | 8  | 5  | 2 | 4  | 6  | 5  | 2 | 1 | 6  | 5  |
| 2002                                                                                         | Riot Act       | Epic         | 5 | 1  | 24 | 12 | 4 | 13 | 9  | 23 | 3 | 2 | 13 | 34 |
| 2006                                                                                         | Pearl Jam      | J            | 2 | 2  | 3  | 2  | 2 | 4  | 4  | 2  | 4 | 2 | 6  | 5  |
| 2009                                                                                         | Backspacer     | Monkeywrench | 1 | 1  | 3  | 6  | 1 | 3  | 2  | 3  | 4 | 1 | 13 | 9  |
| 2013                                                                                         | Lightning Bolt | Monkeywrench | 1 | 1  | 3  | 1  | 1 | 4  | 1  | 2  | 2 | 2 | 12 | 2  |
| 2020                                                                                         | Gigaton        | Monkeywrench | 5 | 3  | 1  | 4  | 5 | 3  | 6  | 2  | 4 | 6 | 10 | 6  |
| 2024                                                                                         | Dark Matter    | Monkeywrench | 5 | 2  | 2  | 2  | 9 | 2  | 2  | 2  | — | 3 | 21 | 2  |
| «—» ставиться, якщо сингл не потрапив до в чарту; 1 — сингли, що потрапили на вершину чарту. |                |              |   |    |    |    |   |    |    |    |   |   |    |    |

#### Концертні альбоми в чартах
Офіційна концертна дискографія Pearl Jam, опублікована на сайті гурту, містить п'ять платівок, виданих з 1998 по 2011 роки: Live on Two Legs, Live at Benaroya Hall, Live at Easy Street, Live at the Gorge 05/06 та Live on Ten Legs. Окрім них, 2017 року гурт видав саундтрек до концертного відео Let's Play Two , а до Дня магазину звукозапису 2019 та 2023 року випустив обмеженим накладом концертні альбоми MTV Unplugged та Give Way.
| 1998                                                                                         | Live on Two Legs        | Epic         | 15  | 4  | —  | 42 | 7  | 49  | 94 | 37 | 20 | 11 | 68 |
| 2004                                                                                         | Live at Benaroya Hall   | BMG          | 18  | 27 | 31 | 38 | 10 | 100 | 48 | 25 | —  | 12 | 76 |
| 2006                                                                                         | Live at Easy Street     | J            | 190 | —  | —  | —  | —  | —   | —  | —  | —  | —  | —  |
| 2007                                                                                         | Live at the Gorge 05/06 | Rhino        | 36  | —  | —  | 43 | —  | 92  | 71 | 50 | —  | 36 | —  |
| 2011                                                                                         | Live on Ten Legs        | UMG          | 21  | 15 | 21 | 28 | 2  | 23  | 41 | 9  | —  | 22 | 49 |
| 2017                                                                                         | Let's Play Two          | Republic     | 31  | 45 | 55 | 25 | —  | 37  | 51 | 48 | —  | —  | —  |
| 2019                                                                                         | MTV Unplugged           | Monkeywrench | 47  | 20 | 55 | 45 | —  | 75  | —  | 15 | —  | —  | —  |
| 2023                                                                                         | Give Way                | Monkeywrench | 26  | 56 | —  | —  | —  | —   | 74 | 22 | —  | 40 | 78 |
| «—» ставиться, якщо сингл не потрапив до в чарту; 1 — сингли, що потрапили на вершину чарту. |                         |              |     |    |    |    |    |     |    |    |    |    |    |

#### Збірні альбоми в чартах
2003 року Pearl Jam випустили компіляцію рідкісних записів Lost Dogs, а через рік — збірку найкращих хітів Rearviewmirror.
| 2003                                                                                         | Lost Dogs      | Epic | 15 | 19 | 70 | 50 | —  | 64 | 63 | 75 | 33 | 18 | 60 | 91 |
| 2004                                                                                         | Rearviewmirror | Epic | 15 | 2  | 66 | 23 | 10 | 11 | 22 | 32 | 25 | 3  | 15 | 58 |
| «—» ставиться, якщо сингл не потрапив до в чарту; 1 — сингли, що потрапили на вершину чарту. |                |      |    |    |    |    |    |    |    |    |    |    |    |    |

### Чарти синглів

#### Офіційні сингли
За часів свого існування Pearl Jam випустили понад 40 альбомних та позаальбомних синглів. До десятки найкращих пісень в головному американському хіт-параді Billboard Hot 100 вони потрапляли двічі — «Last Kiss» (2 місце, 1999 рік) та «I Got Id» (7 місце, 1995). Два офіційних сингли Pearl Jam очолювали хіт-парад Hot Mainstream Rock Tracks: «Daughter» / «Yellow Ledbetter» (1993) та «Given To Fly» (1998).

| 1991                                                                                         | «Alive»                     | Ten            | —  | 16 | 18 | —  | 9  | —  | 44 | 13 | 19 | —  | 20 | —  | 16  |
| 1992                                                                                         | «Even Flow»                 | Ten            | —  | 3  | 21 | —  | 22 | 74 | —  | —  | —  | —  | 20 | —  | 27  |
| 1992                                                                                         | «Jeremy»                    | Ten            | 79 | 5  | 5  | —  | 68 | 32 | 93 | 10 | 59 | —  | 34 | —  | 15  |
| 1992                                                                                         | «Oceans»                    | Ten            | —  | —  | —  | —  | —  | —  | —  | —  | 30 | —  | 16 | —  | —   |
| 1993                                                                                         | «Go»                        | Vs.            | —  | 3  | 8  | —  | 22 | —  | 96 | —  | 21 | 5  | 2  | —  | 190 |
| 1993                                                                                         | «Daughter»                  | Vs.            | 97 | 1  | 1  | —  | 18 | 16 | —  | 4  | 46 | —  | 11 | —  | 18  |
| 1994                                                                                         | «Animal»                    | Vs.            | —  | 21 | —  | —  | 30 | —  | —  | —  | —  | —  | 7  | —  | —   |
| 1994                                                                                         | «Dissident»                 | Vs.            | —  | 3  | —  | —  | —  | —  | 97 | 7  | 14 | 2  | —  | —  | 14  |
| 1994                                                                                         | «Spin the Black Circle»     | Vitalogy       | 18 | 16 | 11 | —  | 3  | —  | 92 | 6  | 21 | 5  | 2  | 16 | 10  |
| 1995                                                                                         | «Not for You»               | Vitalogy       | —  | 12 | 38 | —  | 29 | —  | —  | 26 | —  | —  | 10 | —  | 34  |
| 1995                                                                                         | «Immortality»               | Vitalogy       | —  | 10 | 31 | —  | 51 | 62 | —  | —  | —  | —  | 29 | —  | —   |
| 1995                                                                                         | «I Got Id»                  | Merkin Ball    | 7  | 2  | 3  | —  | 2  | 78 | —  | 29 | 38 | 5  | 17 | 14 | 25  |
| 1996                                                                                         | «Who You Are»               | No Code        | 31 | 5  | 1  | 18 | 5  | 4  | —  | 19 | 47 | 7  | 17 | 26 | 18  |
| 1996                                                                                         | «Hail, Hail»                | No Code        | —  | 9  | 9  | —  | 31 | —  | —  | —  | —  | —  | —  | —  | —   |
| 1996                                                                                         | «Off He Goes»               | No Code        | —  | 34 | 31 | —  | 46 | 36 | —  | —  | —  | —  | —  | —  | —   |
| 1997                                                                                         | «Given to Fly»              | Yield          | 21 | 1  | 3  | —  | 13 | 24 | 67 | 18 | 36 | 6  | 12 | 29 | 12  |
| 1998                                                                                         | «Wishlist»                  | Yield          | 47 | 6  | 6  | 9  | 48 | —  | —  | —  | —  | —  | —  | —  | 30  |
| 1999                                                                                         | «Last Kiss»                 |                | 2  | 5  | 2  | 5  | 1  | 2  | —  | —  | 77 | —  | 19 | —  | 42  |
| 2000                                                                                         | «Nothing as It Seems»       | Binaural       | 49 | 3  | 10 | —  | 7  | —  | 98 | 27 | 33 | 5  | 42 | 40 | 22  |
| 2000                                                                                         | «Light Years»               | Binaural       | —  | 17 | 26 | —  | 64 | —  | —  | —  | —  | —  | —  | —  | 52  |
| 2002                                                                                         | «I Am Mine»                 | Riot Act       | 43 | 7  | 6  | 3  | 12 | 2  | 60 | 35 | 58 | 10 | 48 | 29 | 26  |
| 2003                                                                                         | «Save You»                  | Riot Act       | —  | 23 | 29 | —  | —  | 17 | —  | —  | —  | —  | —  | —  | —   |
| 2003                                                                                         | «Love Boat Captain»         | Riot Act       | —  | —  | —  | —  | 29 | 16 | —  | —  | —  | —  | —  | —  | 110 |
| 2003                                                                                         | «Man of the Hour»           |                | —  | —  | —  | —  | —  | —  | —  | —  | —  | —  | —  | —  | —   |
| 2006                                                                                         | «World Wide Suicide»        | Pearl Jam      | 41 | 2  | 1  | —  | —  | —  | —  | —  | —  | —  | —  | —  | —   |
| 2006                                                                                         | «Life Wasted»               | Pearl Jam      | —  | 13 | 10 | —  | —  | —  | —  | —  | —  | —  | —  | —  | 110 |
| 2006                                                                                         | «Gone»                      | Pearl Jam      | —  | —  | 40 | —  | —  | —  | —  | —  | —  | —  | —  | —  | —   |
| 2007                                                                                         | «Love, Reign o'er Me»       |                | —  | 32 | —  | —  | —  | —  | —  | —  | —  | —  | —  | —  | —   |
| 2009                                                                                         | «The Fixer»                 | Backspacer     | 56 | 10 | 3  | 5  | 22 | 14 | 97 | —  | 77 | —  | 11 | —  | 93  |
| 2009                                                                                         | «Just Breathe» / «Got Some» | Backspacer     | 78 | 36 | 6  | 1  | —  | 30 | —  | —  | 18 | —  | —  | —  | —   |
| 2010                                                                                         | «Amongst the Waves»         | Backspacer     | —  | —  | 17 | —  | —  | 75 | —  | —  | —  | —  | —  | —  | —   |
| 2011                                                                                         | «Olé»                       |                | —  | —  | 43 | —  | —  | —  | —  | —  | —  | —  | —  | —  | —   |
| 2013                                                                                         | «Mind Your Manners»         | Lightning Bolt | —  | 2  | 12 | —  | 54 | 55 | —  | 74 | 69 | —  | —  | —  | —   |
| 2013                                                                                         | «Sirens»                    | Lightning Bolt | 76 | 5  | 4  | 1  | —  | 31 | 86 | 27 | 42 | —  | 36 | —  | —   |
| 2014                                                                                         | «Lightning Bolt»            | Lightning Bolt | —  | 6  | —  | —  | —  | —  | —  | —  | —  | —  | —  | —  | —   |
| 2018                                                                                         | «Can't Deny Me»             |                | —  | 11 | 28 | 23 | —  | —  | —  | —  | —  | —  | —  | —  | —   |
| 2020                                                                                         | «Dance of the Clairvoyants» | Gigaton        | —  | 17 | 15 | 2  | —  | —  | —  | —  | —  | —  | —  | —  | —   |
| 2020                                                                                         | «Superblood Wolfmoon»       | Gigaton        | —  | 4  | —  | —  | —  | —  | —  | —  | —  | —  | —  | —  | —   |
| 2020                                                                                         | «Quick Escape»              | Gigaton        | —  | —  | —  | —  | —  | —  | —  | —  | —  | —  | —  | —  | —   |
| 2020                                                                                         | «Retrograde»                | Gigaton        | —  | —  | —  | 9  | —  | —  | —  | —  | —  | —  | —  | —  | —   |
| 2020                                                                                         | «Get It Back»               |                | —  | —  | —  | —  | —  | —  | —  | —  | —  | —  | —  | —  | —   |
| 2024                                                                                         | «Dark Matter»               | Dark Matter    | —  | —  | —  | —  | —  | —  | —  | —  | —  | —  | —  | —  | —   |
| «—» ставиться, якщо сингл не потрапив до в чарту; 1 — сингли, що потрапили на вершину чарту. |                             |                |    |    |    |    |    |    |    |    |    |    |    |    |     |

#### Рекламні сингли
Серед промосинглів Pearl Jam найкращого результату досягла пісня «Better Man», яка в 1994 році очолила хіт-парад Hot Mainstream Rock Tracks.
| 1991                                                                                         | «Black»                                                   | Ten               | 3  | 20 | —  | —  | —   |
| 1993                                                                                         | «State of Love and Trust»                                 | —                 | —  | —  | —  | —  | —   |
| 1993                                                                                         | «Crazy Mary»                                              | —                 | 26 | 8  | —  | —  | —   |
| 1994                                                                                         | «Elderly Woman Behind the Counter in a Small Town»        | Vs.               | 23 | 17 | —  | —  | —   |
| 1994                                                                                         | «Glorified G»                                             | Vs.               | 39 | —  | —  | —  | —   |
| 1994                                                                                         | «Yellow Ledbetter»                                        | —                 | 21 | 26 | —  | —  | —   |
| 1994                                                                                         | «Tremor Christ»                                           | Vitalogy          | 16 | 16 | 67 | —  | —   |
| 1995                                                                                         | «Better Man»                                              | Vitalogy          | 1  | 2  | 9  | —  | —   |
| 1995                                                                                         | «Nothingman»                                              | Vitalogy          | —  | —  | —  | 19 | —   |
| 1995                                                                                         | «Corduroy»                                                | Vitalogy          | 22 | 13 | —  | —  | —   |
| 1996                                                                                         | «Black, Red, Yellow»                                      | —                 | —  | —  | —  | —  | —   |
| 1996                                                                                         | «Leaving Here»                                            | —                 | 24 | 31 | —  | 12 | —   |
| 1996                                                                                         | «Red Mosquito»                                            | No Code           | 37 | —  | —  | —  | —   |
| 1998                                                                                         | «In Hiding»                                               | Yield             | 14 | 13 | —  | 6  | —   |
| 1998                                                                                         | «Do the Evolution»                                        | Yield             | 40 | 33 | 50 | —  | —   |
| 1998                                                                                         | «Elderly Woman Behind the Counter in a Small Town» (Live) | Live on Two Legs  | 21 | 26 | 27 | —  | —   |
| 1998                                                                                         | «Fuckin' Up»                                              | Live on Two Legs  | —  | —  | —  | —  | —   |
| 2001                                                                                         | «The Kids Are Alright»                                    | —                 | —  | —  | —  | —  | —   |
| 2001                                                                                         | «I Got You»                                               | —                 | —  | —  | —  | —  | —   |
| 2002                                                                                         | «Bu$hleaguer»                                             | Riot Act          | —  | —  | —  | —  | —   |
| 2003                                                                                         | «Thumbing My Way»                                         | Riot Act          | —  | —  | —  | —  | —   |
| 2003                                                                                         | «Growin' Up»                                              | —                 | —  | —  | —  | —  | —   |
| 2009                                                                                         | «Brother»                                                 | Ten (перевидання) | 5  | 1  | 60 | —  | —   |
| 2009                                                                                         | «Supersonic»                                              | Backspacer        | —  | —  | —  | —  | 170 |
| 2010                                                                                         | «Unthought Known»                                         | Backspacer        | —  | —  | —  | —  | —   |
| 2011                                                                                         | «Crown of Thorns»                                         | Pearl Jam Twenty  | —  | —  | —  | —  | —   |
| 2014                                                                                         | «Getaway»                                                 | Lightning Bolt    | —  | —  | —  | —  | —   |
| 2014                                                                                         | «Future Days»                                             | Lightning Bolt    | —  | —  | —  | —  | —   |
| 2020                                                                                         | «Who Ever Said»                                           | Gigaton           | —  | —  | 27 | —  | —   |
| «—» ставиться, якщо сингл не потрапив до в чарту; 1 — сингли, що потрапили на вершину чарту. |                                                           |                   |    |    |    |    |     |

### Чарти відеоальбомів
| 1998                                                                                           | Single Video Theory | Epic        | 2 |
| 2001                                                                                           | Touring Band 2000   | Epic        | 1 |
| 2003                                                                                           | Live at the Showbox | Ten Club    | — |
| 2003                                                                                           | Live at the Garden  | Epic        | 2 |
| 2007                                                                                           | Immagine in Cornice | Rhino       | 1 |
| 2011                                                                                           | Pearl Jam Twenty    | Vinyl Films | 1 |
| 2017                                                                                           | Let's Play Two      | Republic    | — |
| «—» ставиться, якщо альбом не потрапив до в чарту; 1 — альбоми, що потрапили на вершину чарту. |                     |             |   |

## Сертифікації

### Сертифікації альбомів
| 1991                                                                            | Ten                            | Epic         | 13 ×       | 7 ×        | Платиновий | 7 ×        | Золотий | Золотий | 2 ×     | Золотий | Золотий | 3 × | Платиновий | Платиновий | 6 ×        | Золотий | Золотий | Золотий |            |
| 1993                                                                            | Vs.                            | Epic         | 8 ×        | 4 ×        |            | 6 ×        |         |         | Золотий | Золотий |         |     |            | Золотий    | Платиновий | Золотий |         |         | Золотий    |
| 1994                                                                            | Vitalogy                       | Epic         | 5 ×        | 3 ×        |            | 5 ×        |         |         | Золотий |         |         |     |            | Золотий    | Платиновий |         | Золотий |         | Золотий    |
| 1996                                                                            | No Code                        | Epic         | Платиновий | 2 ×        |            | 2 ×        |         |         | Золотий |         |         |     |            |            | Платиновий |         |         |         |            |
| 1998                                                                            | Yield                          | Epic         | Платиновий | 3 ×        |            | 2 ×        |         |         | Золотий |         |         |     |            | Золотий    | Платиновий |         | Золотий |         | Платиновий |
| 1998                                                                            | Live on Two Legs (наживо)      | Epic         | Платиновий | Платиновий |            | Платиновий |         |         |         |         |         |     |            |            | Платиновий |         |         |         |            |
| 2000                                                                            | Binaural                       | Epic         | Золотий    | Платиновий |            | Золотий    |         |         | Срібний |         |         |     |            |            | Золотий    |         |         |         |            |
| 2002                                                                            | Riot Act                       | Epic         | Золотий    | Платиновий |            | Золотий    |         |         | Срібний |         | Золотий |     |            |            | Золотий    |         |         |         |            |
| 2003                                                                            | Lost Dogs (збірка)             | Epic         | Золотий    | Золотий    |            | Золотий    |         |         |         |         |         |     |            |            |            |         |         |         |            |
| 2004                                                                            | Live at Benaroya Hall (наживо) | BMG          |            |            |            | Золотий    |         |         |         |         |         |     |            |            |            |         |         |         |            |
| 2004                                                                            | Rearviewmirror (збірка)        | Epic         | Платиновий | 5 ×        |            | Золотий    |         |         | Золотий |         |         |     |            |            | 3 ×        |         |         |         |            |
| 2006                                                                            | Pearl Jam                      | J            | Золотий    | Платиновий |            | Платиновий |         |         | Срібний |         | Золотий |     |            |            | Платиновий |         |         | Золотий |            |
| 2009                                                                            | Backspacer                     | Monkeywrench | Золотий    | Платиновий |            | Платиновий |         |         | Срібний |         |         |     | Платиновий |            | Золотий    |         |         | Золотий |            |
| 2013                                                                            | Lightning Bolt                 | Monkeywrench |            | Золотий    |            | Платиновий |         |         | Срібний |         |         |     | Платиновий |            |            |         | Золотий | 3 ×     |            |
| 2020                                                                            | Gigaton                        | Monkeywrench |            |            |            |            |         |         |         |         |         |     |            |            |            |         |         |         |            |
| 2024                                                                            | Dark Matter                    | Monkeywrench |            |            |            |            |         |         |         |         |         |     |            |            |            |         |         |         |            |
| — срібний диск; — золотий диск; — платиновий диск; 3 × — мультиплатиновий диск. |                                |              |            |            |            |            |         |         |         |         |         |     |            |            |            |         |         |         |            |

### Сертифікації відеоальбомів
| 1998                                                                            | Single Video Theory | Epic        | Платиновий | Платиновий |            |         |         |
| 2001                                                                            | Touring Band 2000   | Epic        | Платиновий |            | 3 ×        | Золотий |         |
| 2003                                                                            | Live at the Garden  | Epic        | 3 ×        | 2 ×        | 4 ×        | Золотий |         |
| 2007                                                                            | Immagine in Cornice | Rhino       | Золотий    |            | Золотий    |         |         |
| 2011                                                                            | Pearl Jam Twenty    | Vinyl Films | Платиновий |            | Платиновий |         | Золотий |
| — срібний диск; — золотий диск; — платиновий диск; 3 × — мультиплатиновий диск. |                     |             |            |            |            |         |         |

### Сертифікації синглів
| 1991                                                                            | «Alive»                                            | Золотий | Золотий | Золотий | Золотий | Золотий    |            | Золотий |            |
| 1991                                                                            | «Black                                             |         | Срібний | Золотий |         | Платиновий |            |         |            |
| 1992                                                                            | «Even Flow»                                        |         | Золотий |         |         | Золотий    |            | Золотий |            |
| 1992                                                                            | «Jeremy»                                           |         | Срібний |         |         | Золотий    |            |         | Золотий    |
| 1993                                                                            | «Daughter»                                         |         |         |         |         | Золотий    | 2 ×        |         | Платиновий |
| 1993                                                                            | «Elderly Woman Behind the Counter in a Small Town» |         |         |         |         |            | Платиновий |         | Золотий    |
| 1995                                                                            | «I Got Id» (Merkin Ball)                           |         |         |         |         |            |            |         | Золотий    |
| 1997                                                                            | «Given to Fly»                                     | Золотий |         |         |         |            |            |         |            |
| 1999                                                                            | «Last Kiss»                                        | 3 ×     |         |         |         | Золотий    |            |         | Золотий    |
| 2002                                                                            | «I Am Mine»                                        | Золотий |         |         |         | Золотий    |            |         |            |
| 2009                                                                            | «Just Breathe» / «Got Some»                        |         |         | Золотий |         | Платиновий |            |         | Платиновий |
| 2013                                                                            | «Sirens»                                           |         |         |         |         | Платиновий |            |         |            |
| 2020                                                                            | «Dance of the Clairvoyants»                        |         |         |         |         | Золотий    |            |         |            |
| — срібний диск; — золотий диск; — платиновий диск; 3 × — мультиплатиновий диск. |                                                    |         |         |         |         |            |            |         |            |